# مقاطعة ماكون (إلينوي)
مقاطعة ماكون (بالإنجليزية: Macon County)‏ هي إحدى المقاطعات في ولاية إلينوي في الولايات المتحدة الأمريكية.

## معرض صور

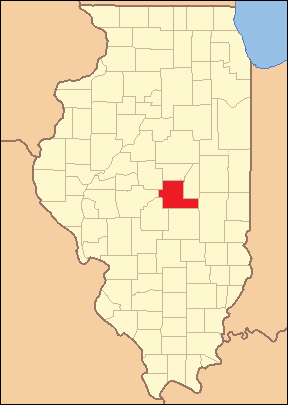
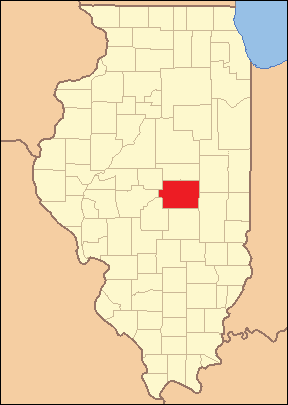
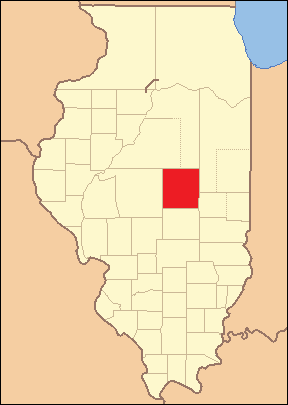
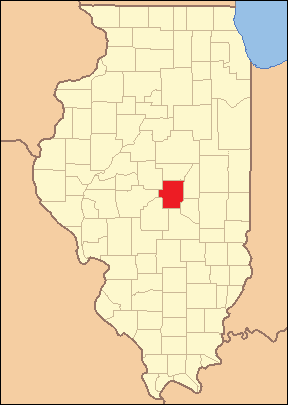

## أعلام
- نيلسون جورج كراسكيل